# Związek Śląski
Związek Śląski – związek zorganizowany na Śląsku w latach 1383–1387 przez książąt śląskich, mieszczaństwo i szlachtę w celu zapewnienia księstwom śląskim spokoju wewnętrznego, pokoju z sąsiadami, oraz zwalczania rozbójników i rabusiów, którzy grasowali na pograniczu księstw Śląska i Polski. Związek Księstw Śląskich, powołało do życia trzynastu książąt księstw śląskich, biskup ołomuniecki Mikołaj z Rosenburga oraz Wacław II legnicki biskup wrocławski. Członkowie Związku na wspólnym spotkaniu w 1396 roku wybrali naczelnikiem związku księcia cieszyńskiego Przemysława I Noszaka, ustalili zakres działalności związku oraz zasady walki z rozbojem. Walka z rozbójnikami na pograniczu leżała w interesie króla Polski, jak i książąt śląskich. W celu zespolenia wspólnych działań Polski i księstw śląskich Przemysław cieszyński, jako naczelnik Związku, w 1397 roku udał się do Krakowa, aby omówić z królem Polski Władysławem Jagiełłą sprawy związane z pograniczem.

## Zobacz
Zjazd w Łubnicach